# Paulo Grilo
Paulo Rafael Grilo Neves (sinh ngày 19 tháng 8 năm 1991 ở Figueira da Foz) là một cầu thủ bóng đá người Bồ Đào Nha thi đấu cho C.D. Santa Clara ở vị trí tiền vệ phòng ngự.